# La Courtète
La Courtète település Franciaországban, Aude megyében. Lakosainak száma 48 fő (2022. január 1.). La Courtète Fenouillet-du-Razès, Hounoux, Mazerolles-du-Razès és Montgradail községekkel határos.

## Népesség
A település népességének változása:
| Lakosok száma | 62   | 60   | 61   | 47   | 44   | 42   | 45   | 46   | 46   | 48   |
|               | 1968 | 1982 | 1990 | 2006 | 2013 | 2015 | 2017 | 2019 | 2020 | 2022 |